# 闭包算子
在数学中，给定偏序集合 (P, ≤)，在 P 上的闭包算子是函数 C : P → P 带有如下性质:
- x ≤ C(x) 对于所有 x，就是说 C 是扩展性的。
- 如果 x ≤ y，则 C(x) ≤ C(y)，就是 C 是单调递增的。
- C(C(x)) = C(x) 对于所有的 x，就是说 C 是幂等函数。

## 例子
名字来自形成拓扑空间的子集的闭包有这些性质，如果所有子集的集合按包含 ⊆ 来排序。(注意拓扑闭包算子不由这些性质来刻画；完全特征刻画请参见库拉托夫斯基闭包公理。)
另一个典型闭包算子是: 选取群 G 和任何 G 的子集 X，设 C(X) 是 X 生成的子群，就是说包含 X 的 G 的最小子群。则 C 是在 G 的子集的集合上闭包算子，它按包含 ⊆ 排序。类似的例子有向量空间的给定子集所生成的子空间，域的给定子集生成的子域，甚至泛代数意义上任何代数的给定子集生成的子代数。
从实数到实数的上取整函数，它对所有实数 x 指派不小于 x 的最小整数，也是闭包算子。

## 闭合元素和性质
给定闭包算子 C，P 的“闭合元素”是一个元素 x，它是 C 的不动点，或者等价的说，它在 C 的像中。如果 a 是闭合的并且 x 是任意的，则有着 x ≤ a 当且仅当 C(x) ≤ a。所以 C(x) 是大于或等于 x 的最小闭合元素。我们看到 C 被唯一的确定自闭合元素的集合。
所有伽罗瓦连接都引发一个闭包算子(其条目中有解释)。事实上，所有闭包算子都以这种方式引发自伽罗瓦连接。伽罗瓦连接不唯一的确定自闭包算子。引发闭包算子 C 的伽罗瓦连接可以描述如下: 如果 A 是关于 C 的闭合元素的集合，则 C : P → A 是在 P 和 A 之间的伽罗瓦连接的下伴随，带有上伴随为把 A 嵌入到 P 中。进一步的说，所有把某个子集嵌入 P 的下伴随都是闭包算子。“闭包算子是嵌入的下伴随”。但是注意不是所有嵌入都有下伴随。
任何偏序集合 P 都可以被看作范畴，带有从 x 到 y 的一个单一态射当且仅当 x ≤ y。在偏序集合 P 上的闭包算子就是在范畴 P 上的 單子。等价的说，闭包算子可以被单做有额外的幂等和扩展性质的  Posets 范畴的 endofunctor。
如果 P 是完全格，则 P 的子集 A 是对某个 P 上闭包算子的闭合元素的集合，当且仅当 A 是在 P 上的 Moore家族，就是说 P 的最大元素在 A 中，并且任何 A 中非空子集的下确界(交运算)也在 A 中。任何这样的集合 A 自身是带有继承自 P 的次序的完全格(但是上确界(并运算)可能不同于 P 的)。在 P 上的闭包算子自身形成一个完全格；在闭包算子上的次序定义为 C1 ≤ C2 当且仅当 C1(x) ≤ C2(x) 对于所有 P 中的 x。

## 推广
如上面提及的，闭包可以被看作来自伽罗瓦连接。如果把伽罗瓦连接推广为伴随函子，闭包的对应是 單子。

## 引用
- Brown D.J. and Suszko R. (1973). Abstract Logics, Dissertationes Mathematicae, 102, 9-42.
- Castellini G. (2003) Categorical closure operators, Birkauser.
- Gerla G. (2000) Fuzzy Logic: Mathematical Tools for Approximate Reasoning, Kluwer Ac. Publishers.
- Lloyd J.W. (1987) Foundations of Logic Programming, Springer-Verlag, Berlin.
- Tarski A. (1956). Logic, semantics and metamathematics, Clarendon Press, Oxford.
- Ward M. (1942). The closure operators of a lattice, Annals of Mathematics, 43, 191-196.